# Walther Saupe
Heinrich Walther Saupe (* 14. August 1892 in Leipzig; † im 20. Jahrhundert) war ein deutscher Pädagoge.

## Leben
Walther Saupe besuchte von 1903 bis 1912 in Leipzig das Thomasgymnasium. 1916 promovierte er unter Bruno Keil an der Universität Leipzig mit einer Dissertation über die Anfangsstadien der griechischen Kunstprosa in der Beurteilung Platons.
Saupe war während der NS-Zeit Studienrat in Bischofswerda, 1946 wurde er Dozent für Lehrerbildung in Bischofswerda, 1947 in Leipzig und 1948 Professor für pädagogische Psychologie an der Brandenburgischen Landeshochschule in Potsdam. Seine Themen waren pädagogische Psychologie, Bildungsphilosophie, Theorie der Pädagogik und Soziologie des Bildungswesens.
Er wirkte in der DDR beim Thomas Mann-Arbeitskreis mit.

## Veröffentlichungen (Auswahl)
- Die Anfangsstadien der griechischen Kunstprosa in der Beurteilung Platons. Weida i. Th. 1916 (Dissertation, Digitalisat).
- Zur Überwindung der Bildungskrisis. Teil 1: Historische Bildung, Gemeinschaftserziehung, Lehrerbildung. Chemnitz 1926.